# Ꙧ
L’em mou (capitale Ꙧ, minuscule ꙧ) est une lettre archaïque de l’alphabet cyrillique utilisée aux XIe et XIIe siècles.

## Utilisation
Ꙧ représente un м palatalisé, pouvant aussi être écrit ‹ м҄ ›.

## Représentations informatiques
Le em mou peut être représenté avec les caractères Unicode suivants :
| formes    | représentations | chaînes de caractères | points de code | descriptions                       |
| --------- | --------------- | --------------------- | -------------- | ---------------------------------- |
| capitale  | Ꙧ               | Ꙧ                     | U+A666         | lettre majuscule cyrillique em mou |
| minuscule | ꙧ               | ꙧ                     | U+A667         | lettre minuscule cyrillique em mou |